# Koordinierungsausschuss für christlich-jüdische Zusammenarbeit
Der Koordinierungsausschuss für christlich-jüdische Zusammenarbeit ist eine österreichische Organisation, die sich dem Dialog zwischen Christen und Juden widmet.

## Geschichte
Im Frühjahr 1956 beschloss das Präsidium des österreichischen Zweiges der katholischen Friedensbewegung Pax Christi auf Initiative des damaligen Prälaten Karl Rudolf (Leiter des erzbischöflichen Seelsorgeamtes des Erzbistums Wien), unterstützt von Kardinal Franz König, sich in einem Arbeitskreis dem christlich-jüdischen Verhältnis und der Bekämpfung des Antisemitismus zu widmen. Daraufhin hielt der Judaist Kurt Schubert am 18. Oktober 1956 ein Grundsatzreferat und präsentierte sieben Thesen zur christlich-jüdischen Zusammenarbeit. Dies war das Gründungsdatum des Koordinierungsausschusses, zunächst als Arbeitskreis von Pax Christi. Als eigenständiger und ökumenisch getragener Verein konstituierte sich der Koordinierungsausschuss für christlich-jüdische Zusammenarbeit am 12. Februar 1965.

## Aufgabenbereich
Der Koordinierungsausschuss stellt eine Plattform für Bildungsarbeit dar und dient einer christlich-jüdischen Annäherung in den Bereichen der Bildung, der Wissenschaft, des Dialogs und der öffentlichen Kommunikation. In Kooperation mit Bildungseinrichtungen wie der Kirchlichen Pädagogischen Hochschule Wien/Krems oder dem Jüdischen Institut für Erwachsenenbildung bietet er Seminare und Vorträge an, Tagungen und Exkursionen, Begegnungsmöglichkeiten und kulturelle Veranstaltungen.
Der Koordinierungsausschuss für christlich-jüdische Zusammenarbeit ist in Österreich die einzige aus dem Bereich der Kirchen hervorgegangene Organisation, die sich ausschließlich dem christlich-jüdischen Dialog widmet. Lokale Komitees arbeiten in Innsbruck, Salzburg, Linz, Eisenstadt und Graz. Durch die Mitgliedschaft im Internationalen Rat der Christen und Juden und zahlreiche internationale Kooperationen hat der Koordinierungsausschuss nicht nur Österreich im Blick.

## Gremien

### Organisationsform
Das Leitungsgremium (Vorstand) setzt sich aus christlichen und jüdischen Persönlichkeiten zusammen. Darüber hinaus gibt es einen Beirat sowie Lokalkomitees in Wien, Eisenstadt, Graz, Linz und Innsbruck.
Geschäftsführer ist Yuval Katz-Wilfing.

### Vorstand
Ordentliche Mitglieder in der Funktionsperiode 2023 bis 2025:
- Martin Jäggle, Präsident (röm.-kath.)
- Margit Leuthold, Vizepräsidentin (evang.)
- Willy Weisz, Vizepräsident (jüd.)
- Ferenc Simon, Finanzreferent (röm.-kath.)
- Ruth Schelander-Glaser, Schriftführerin (evang.)
- Mitchell Ash (jüd.)
- Elisabeth Birnbaum (röm.-kath.)
- Stefan Fleischner-Janits (evang.)

Kooptierte Mitglieder:
- Ruth Steiner (röm.-kath.)
- Christiane Arnbom (röm.-kath.)[2]